# Q.E.D.
Q.E.D. (абревіатура від лат. quod erat demonstrandum — «що й доводилося», «що і треба було довести») — латинський вираз, що означає завершення доведення теореми.
З тією ж метою використовують символ ■ (заповнений квадрат, т. зв. «символ Халмоша»), □ (пустий квадрат) або ‣ (правий трикутник).